# Carlos Ancira
Carlos Ancira (Cidade do México, 20 de agosto de 1929 — Cidade do México, 10 de outubro de 1987) era um ator mexicano.

## Filmografia
- "El camino secreto" (1986) Telenovela .... Fausto Guillén/Santiago Guzmán/Mario Genovés
- "Vivir un poco" (1985) Telenovela .... Abundacio Llanos del Toro
- "Al rojo vivo" (1980) Telenovela .... Francisco
- "Bella y Bestia" (1979) Telenovela .... Shanon
- "Yara" (1979) Telenovela
- "Rina" (1977) Telenovela .... Don Leopoldo Zubizarreta
- "Los miserables" (1973) Telenovela .... Sr. Thernardier
- Jesús, María y José (1972) .... Caifás
- Muñeca reina (1971)
- Santo en la venganza de la momia (1971) .... Profesor Jiménez
- El Inolvidable Chucho el Roto (1971) .... Comandante Arjona
- "El Dios de barro" (1970) Telenovela
- Un mulato llamado Martín (1970)
- Tú, yo, nosotros (1970)
- "De la tierra a la luna" (1969) Telenovela
- Jesús, nuestro señor (1969)
- La sangre enemiga (1969)
- Santo el enmascarado de plata y Blue Demon contra los monstruos (1969) .... Bruno Halder
- "Secreto para tres" (1969) Telenovela .... Padre Rossi
- Alerta, alta tensión (1969) .... Cero
- "Los Caudillos" (1968) Telenovela
- "Leyendas de México" (1968) Telenovela
- Ensayo de una noche de bodas (1968)
- "Los inconformes" (1968) Telenovela
- Todo por nada (1968)
- "La duda" (1967) Telenovela
- Fando y Lis (1967)
- La Señora Muerte (1967) .... Laor
- "Amor sublime" (1967) Telenovela
- "El ídolo" (1967) Telenovela .... Rodrigo
- "El corrido de Lupe Reyes" (1966) Telenovela
- "Nuestro pequeño mundo" (1966) Telenovela
- Pánico (1966) .... (segmento "Angustia")
- Los mediocres (1966) .... (segmento "El Guajolote")
- "Un grito en la obscuridad" (1965) Telenovela .... Elías
- Los tres farsantes (1965) .... Don Carlos Argenzola (episodio "El Erudito")
- "La desconocida" (1963) Telenovela
- "Lo imperdonable" (1963) Telenovela
- El Hombre de papel (1963)
- La bandida (1963)
- Las Cucarachas (1962)
- La entrega de Chucho el Roto (1962)
- La sangre de Nostradamus (1961) .... Jefe de policías
- La captura de Chucho el Roto (1961)
- Aventuras de Chucho el Roto (1961)
- Maldición de Nostradamus, La (1961)
- Pandillero, El (1961)
- Maldición de Nostradamus, La (1960)
- Orlak, el infierno de Frankenstein (1960) .... Eric
- Chucho el Roto (1960)
- El Grito de la muerte (1959) .... Felipe
- Del suelo no paso (1959)
- Misterios de ultratumba (1958) .... Elmer, el anciano
- El Boxeador (1958) .... Ronco
- Misterios de la magia negra (1957)
- El Ataúd del Vampiro (1957) .... Dr. Marion
- Kid Tabaco (1955)
- Hambre nuestra de cada día (1952)
- Lluvia roja (1949)

## Prêmios e indicações
| Ano  | Categoria             | Telenovela        | Resultado |
| ---- | --------------------- | ----------------- | --------- |
| 1987 | Melhor ator principal | El camino secreto | Venceu    |
| 1986 | Melhor ator principal | Vivir un poco     | Venceu    |